# Oyré
Oyré – miejscowość i gmina we Francji, w regionie Nowa Akwitania, w departamencie Vienne.
Według danych na rok 1990 gminę zamieszkiwało 877 osób, a gęstość zaludnienia wynosiła 26 osób/km² (wśród 1467 gmin regionu Poitou-Charentes, Oyré plasuje się na 352. miejscu pod względem liczby ludności, natomiast pod względem powierzchni na miejscu 128.).